# Alekséi Kuropatkin
Alekséi Nikoláievich Kuropatkin (en ruso Алексе́й Никола́евич Куропа́ткин) (Pskov, Imperio ruso 29 de marzo de 1848 - ibídem, 16 de enero de 1925) fue un general, ministro de la Guerra (1898-1904), miembro del Consejo de Estado del Imperio ruso (1906-1917) y gobernador general del Turquestán Occidental (1916-1917). Se le suele considerar el máximo responsable de las principales derrotas rusas en la guerra ruso-japonesa, especialmente las de las batallas de Mukden y Liaoyang. Combatió en la Primera Guerra Mundial como comandante en jefe del Frente Norte, defendiendo el río Daugava y protegiendo el camino a Petrogrado; asimismo, logró sofocar el levantamiento en Asia Central de 1916.

## Biografía
Nacido en una familia de posibles de la nobleza provincial de Pskov, nació en la aldea propiedad de su familia de Sheshurino. Su progenitor había servido como capitán en el ejército, y Kuropatkin entró en el ejército imperial en 1864, siendo ascendido a subteniente en el Turquestán. Su ascenso fue fulgurante: galardonado con las órdenes de San Estanislao y Santa Anna, en 1869 fue nombrado comandante y en 1870 Stabskapitän
De 1872 a 1874 cursó estudios en la Academia General de Estado Mayor, tras lo cual sirvió como agregado militar con las tropas francesas en Argel. En 1875 fue asignado a tareas diplomáticas en Kashgar, y en 1876 participó en operaciones militares en el Turquestán, la ciudad de Kokand y Samarcanda (Uzbekistán . Durante la guerra ruso-turca de 1877-1878 consiguió una gran reputación como jefe de estado mayor del general Mijaíl Skóbelev. Tras la guerra, escribió un historial de las operaciones, detallado y conteniendo críticas constructivas, que fue muy bien recibido. Luego sirvió de nuevo en las fronteras sudorientales del Imperio, comandando la Brigada de fusileros del Turquestán.
En 1898 Kuropatkin fue nombrado ministro de la Guerra, y, en virtud de tal, participó en las negociaciones con Japón previas a la guerra ruso-japonesa. No apoyaba la opción de entrar en guerra con dicho país, y se opuso al llamado Círculo de Bezobrazov. Sus opiniones se hicieron aún más firmes tras una visita a Japón en junio de 1903. En 1900, sin embargo, había apoyado la ocupación de Manchuria y sopesado la conveniencia de anexarse el norte de la región o de convertirla toda ella en un protectorado ruso similar a los de los kanatos de Asia Central.
Sin embargo, el 7 de febrero de 1904, en vísperas del inicio de la guerra, fue nombrado general en jefe de las fuerzas de tierra rusas en Manchuria, y llegó a Harbin el 28 de febrero para hacerse cargo de su nuevo mando. A diferencia del virrey Yevgueni Alekséyev, no deseaba emprender operaciones trascendentales contra los japoneses hasta haber reforzado notablemente su posición en Oriente. Alekséyev, por el contrario, buscaba derrotar enseguida a los nipones.
El 13 de octubre del mismo año, Kuropatkin fue nombrado comandante supremo de todas las fuerzas rusas en Asia Oriental, cargo que conservó hasta principios de marzo de 1905. Tras la nueva derrota rusa en la batalla de Mukden, fue relevado del mando, que pasó al general Nikolái Linévich. Él pasó a ser el nuevo comandante en jefe del Primer Ejército de Manchuria, puesto que mantuvo hasta febrero de 1906.
Kuropatkin se vio muy implicado en el fiasco de las fuerzas de tierra rusas durante la guerra. Su objetivo fue evitar una ofensiva hasta que el ferrocarril Transiberiano pudiera transportar tropas y material suficientes, pero fue acusado de influir en las repetidas derrotas rusas a causa de su excesiva cautela e indecisión. Algunos historiadores militares modernos consideran que tanto su indecisión como sus deficiencias organizativas en la gestión y dirección de grandes operaciones militares fueron factores clave en las derrotas rusas. Por su parte, el propio Kuropatkin escribió varios libros en su propia defensa, que fueron traducidos a varios idiomas.
Durante la Primera Guerra Mundial, Kuropatkin recibió el mando del Cuerpo de Granaderos en octubre de 1915. En febrero de 1916 fue nombrado comandante del frente norte, y relevado de dicho mando en julio del mismo año al recibir el cargo de gobernador general del Distrito Militar del Turquestán, donde ayudó a reprimir una gran revuelta indígena. Se retiró del ejército en 1917. Tras la Revolución de Febrero de 1917 fue puesto bajo arresto, aunque el Gobierno Provisional de Rusia lo puso en libertad casi de inmediato. Luego se retiró a su provincia natal, donde enseñó como profesor en una escuela de agricultura fundada por él mismo hasta su muerte, en 1925.